# Antonio Baró
Antonio Baró Armengol (Tarragona, España, 26 de julio de 1931-Barcelona, España, 11 de febrero de 2001) fue un abogado y dirigente deportivo español. Fue presidente del Real Club Deportivo Español de Barcelona entre 1982 y 1989, y de la Liga de Fútbol Profesional (LFP) de 1984 hasta su muerte, en 2001.

## Biografía
Antonio Baró se licenció en derecho por la Universidad de Barcelona. En 1959 fundó en Barcelona su propio despacho, el Bufete Baró Armengol, especializado en el ámbito mercantil.
Su vínculo con el RCD Español empezó a los 25 años, cuando se dio de alta como socio. En 1972, de la mano de Manuel Meler, entró en la directiva del club perico. En 1973 fue nombrado tesorero y, seis años más tarde, vicepresidente del club.
El 4 de junio de 1982 accedió a la presidencia del RCD Español. Uno de los mayores logros de su mandato, que duró siete años, fue aumentar la fuerza social del club, que dobló el número de socios, alcanzando los 20 000. 
En el ámbito deportivo, su mandato estuvo ligado a un entrenador, Javier Clemente, al que fichó en 1986 y con el que le unía una estrecha amistad. Clemente, que venía de ganar dos Ligas y una Copa con el Athletic Club, logró algunas de las cotas más altas alcanzadas hasta la fecha por el club blanquiazul. En su primer año, la temporada 1986/87, el RCD Español finalizó la liga en tercera posición, igualando la mejor clasificación de su historia. La siguiente campaña los periquitos se quedaron a las puertas de conquistar la Copa de la UEFA, perdiendo la final ante el Bayer Leverkusen en el desempate por penaltis. 
El inesperado desastre de Leverkusen dejó una profunda huella en el equipo, que la siguiente temporada no pudo levantar cabeza. Aunque los malos resultados llevaron a Baró a cesar a Clemente, el equipo no pudo evitar el descenso a Segunda División.
Tras consumarse la pérdida de categoría y con la temporada 1987/88 todavía sin concluir, el 3 de julio de 1989 Antonio Baró anunció su dimisión como presidente, cuando todavía le quedaba un año de mandato, con los siguientes argumentos:

Hace tiempo que mi figura como presidente se ha puesto en entredicho y he llegado a la conclusión de que he perdido la confianza del socio (...) Creo que es injusto que me vaya en estas circunstancias -no dimití precisamente después de la final de la Copa de la UEFA porque la perdimos-, pero, si no se me quiere, me tengo que ir, aunque no me guste.

Baró fue sucedido en el cargo, de forma interina, por el hasta entonces vicepresidente, Ferran Martorell, que fue el encargado de convocar elecciones.
A pesar de abandonar el RCD Espanyol, Baró no se desvinculó del mundo del fútbol. Desde principios de los años 1980 había sido uno de los impulsores de la Liga Nacional de Fútbol Profesional (LFP), fundada en 1983. Vocal del organismo desde sus inicios, el 11 de diciembre de 1984 accedió a la presidencia tras la dimisión de Manuel Vega-Arango. Ocupó el puesto durante más de 16 años, hasta su muerte en 2001, renovando el cargo sin necesidad de pasar por las urnas, al no existir nunca candidaturas opositoras. Sólo tuvo que superar una moción de censura, impulsada en 1996 por el presidente del Atlético de Madrid, Jesús Gil. Durante este tiempo fue también vicepresidente de la Real Federación Española de Fútbol.
Bajo su mandato en LaLiga, el negocio del fútbol en España vivió una importante transformación, con nuevas vías de explotación para los clubes (quinielas, derechos televisivos, etc.) y, sobre todo, por el plan de saneamiento económico que supuso la reconversión de estas entidades en sociedades anónimas deportivas.
Baró había sido reelegido en 1997 para un mandato de cuatro años más, que no pudo completar plenamente. A pesar de sufrir una larga enfermedad, se mantuvo en el cargo hasta fallecer, el 11 de febrero de 2001.

## Premios, reconocimientos y distinciones
- Medalla de Oro de la Real Orden del Mérito Deportivo, otorgada por el Consejo Superior de Deportes (2001)[5]